# Khokana
Khokana är en by och byutvecklingskommitté i distriktet Lalitpur i centrala Nepal, belägen cirka åtta kilometer söder om Katmandu. Vid folkräkningen 2011 uppgick folkmängden till 4 927 invånare, fördelade på 1 056 hushåll.
Khokana är en traditionell newarby som har sin egen historia och bibehållit sina traditioner och sin kultur. Samhället är ett levande museum med drag från den medeltida eran. De som bor här är mestadels beroende av jordbruk och stora delar av deras dagliga aktiviteter sker bortanför deras boplatser. 
Byn är känt för sin ovanliga skördemetod av senapsolja i vilken en träbalk används för att krossa senapsfröna för att få ut oljan. Oljan kan konsumeras eller användas till terapeutisk massage. Byn var också den första plats som elektrifierades i Nepal efter Katmandu.[källa behövs]
I mitten ligger det tre våningar höga templet Shree Rudrayani, där en extra bred huvudgata går fram, något ovanligt för en så liten by. Khokana sattes den 23 maj 1996 upp på Nepals tentativa världsarvslista.

Khokana
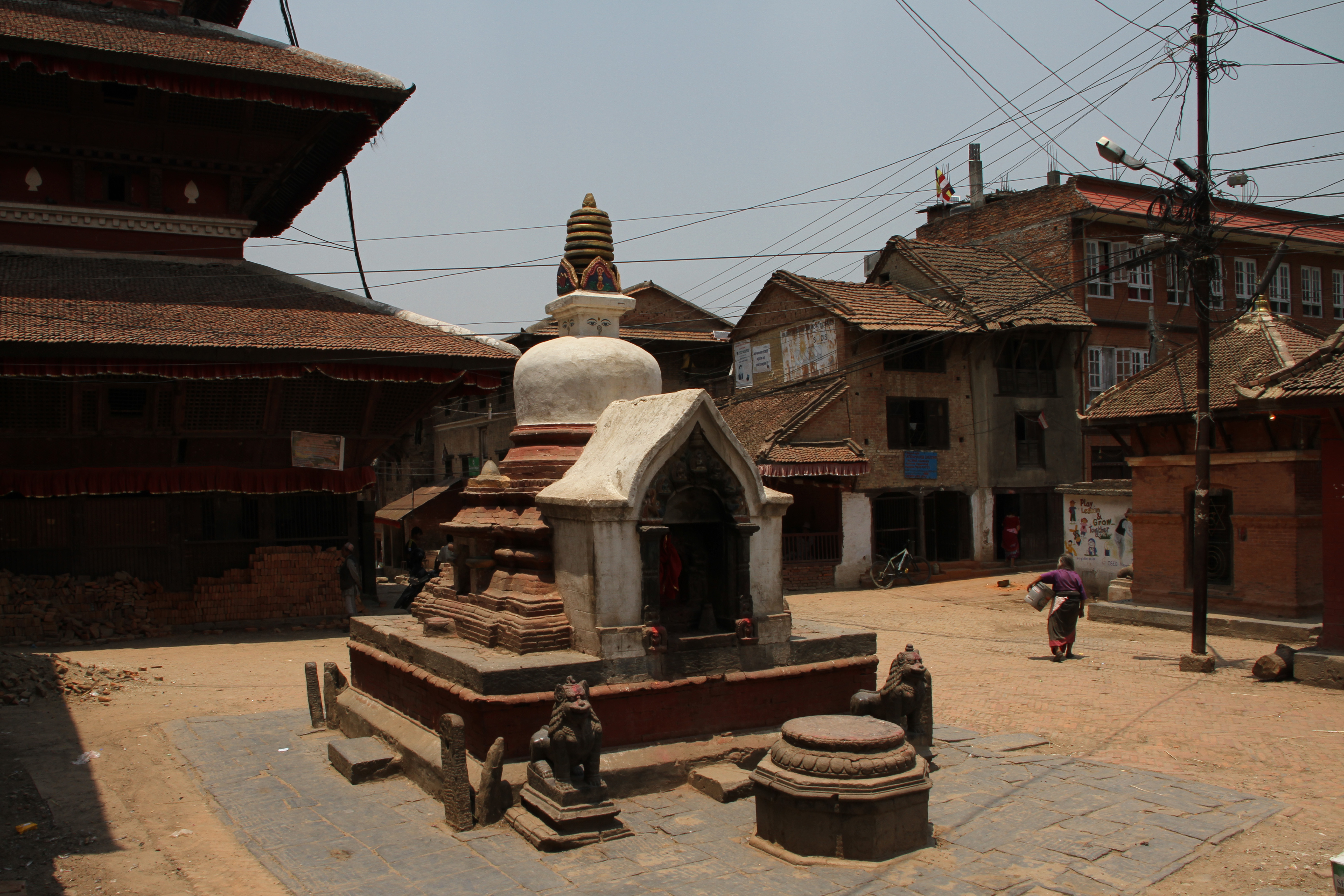
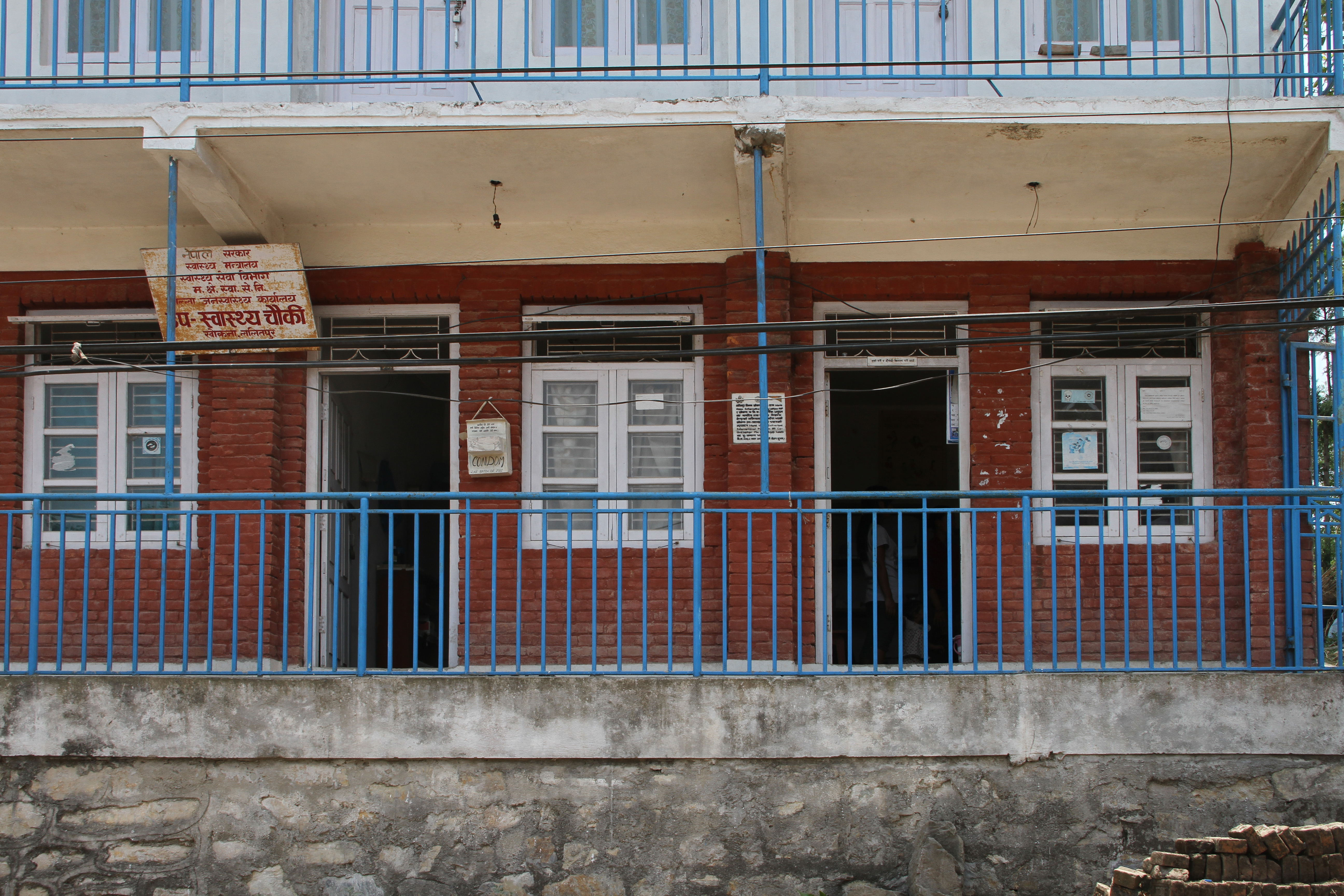
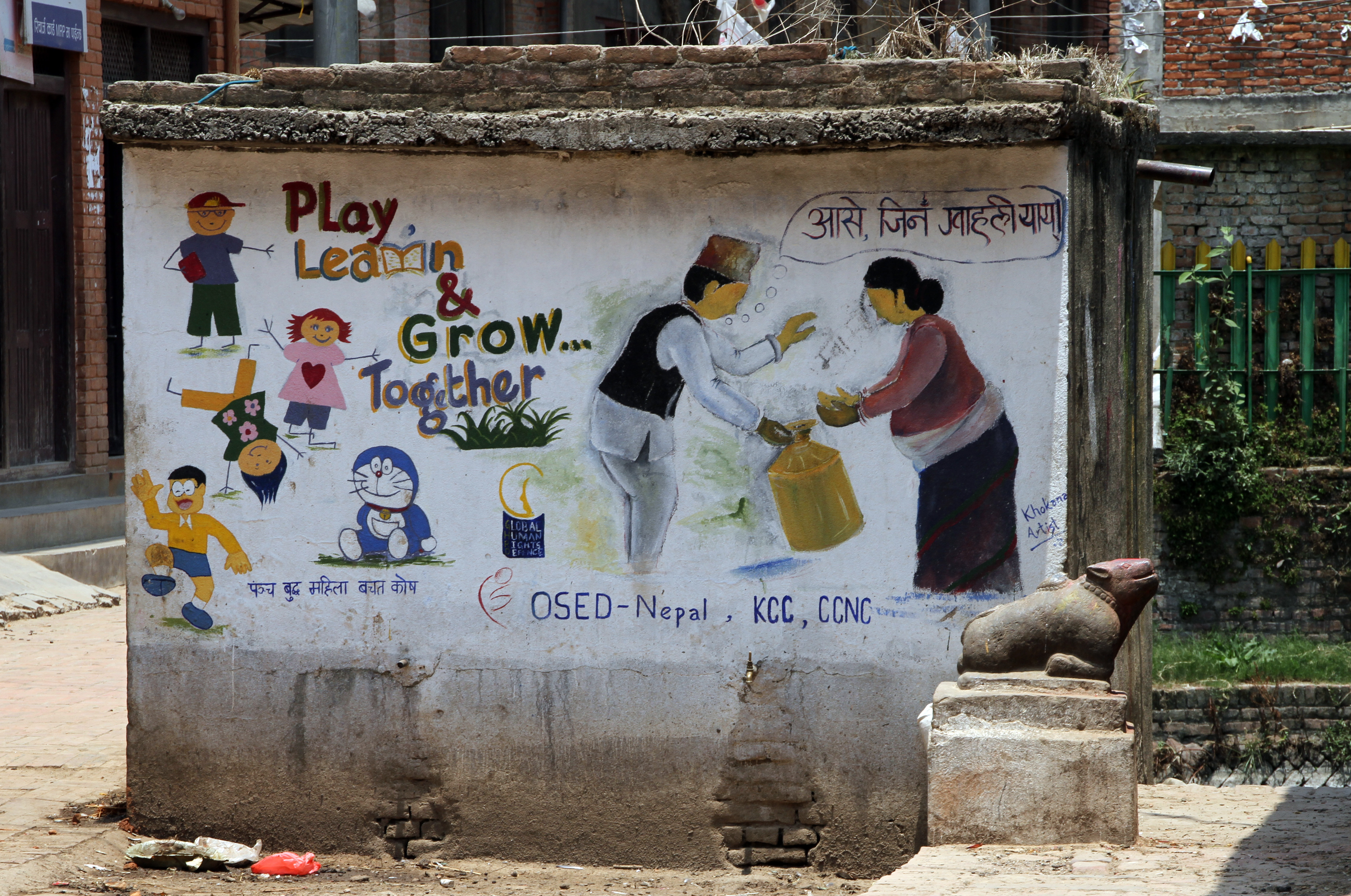
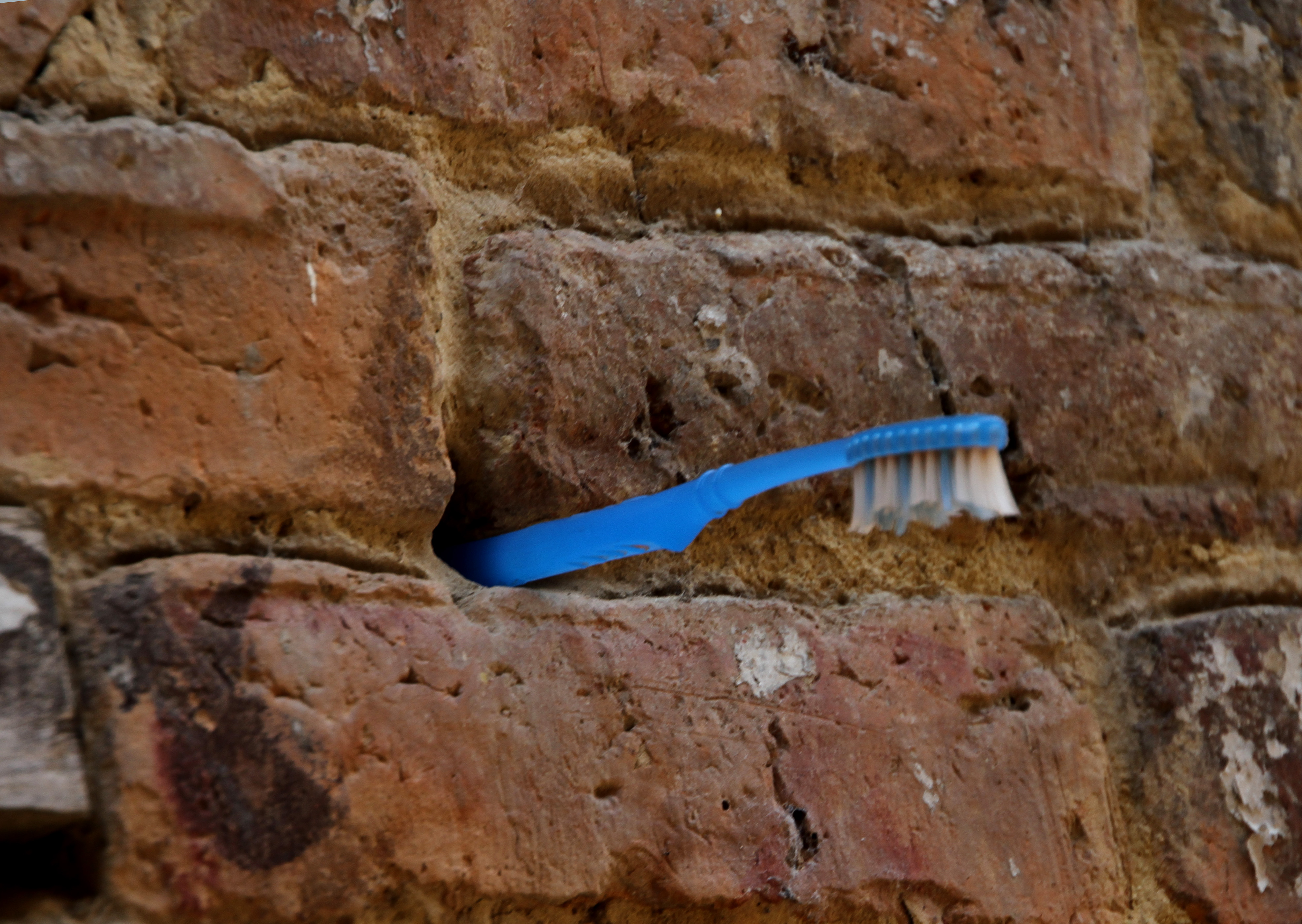
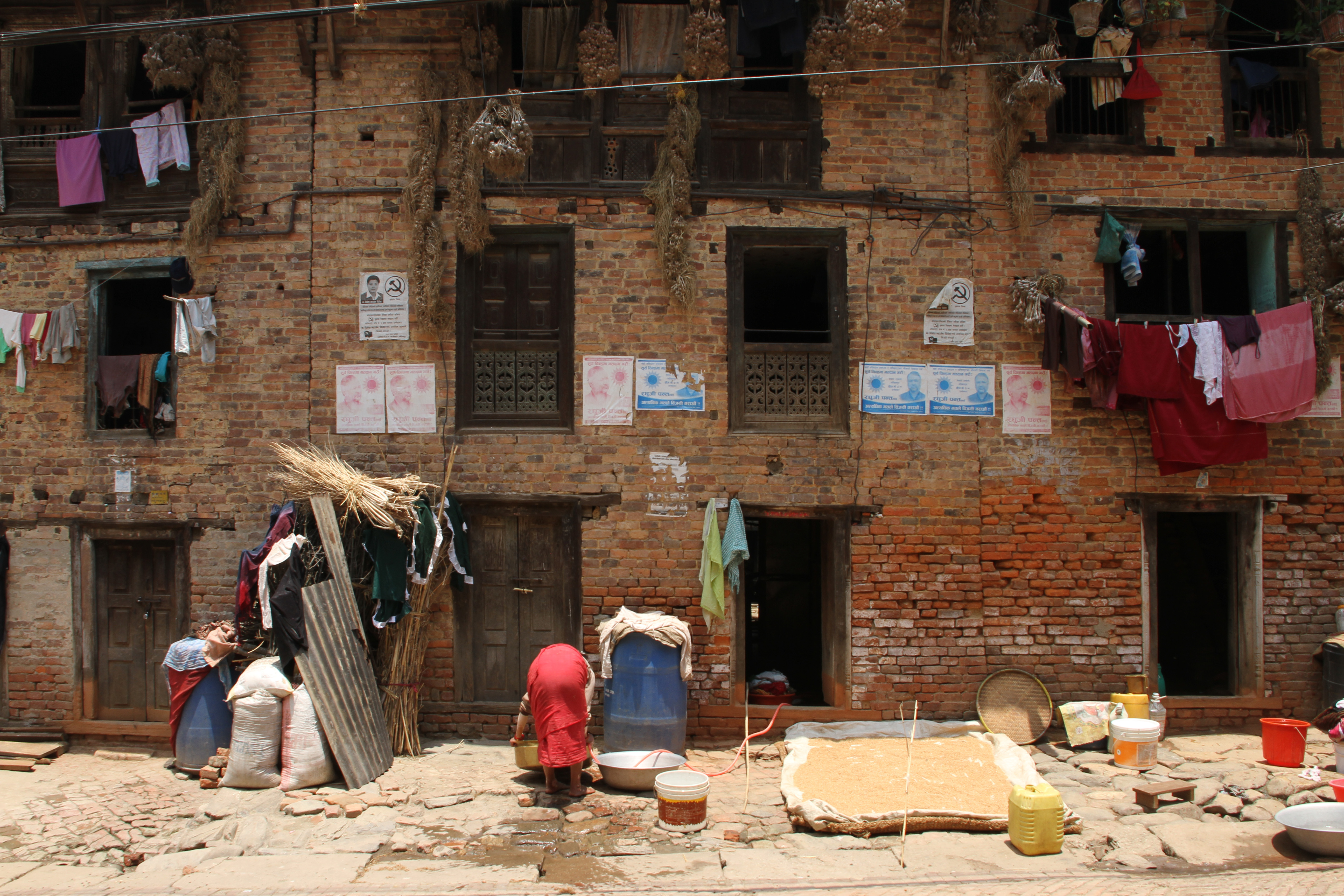
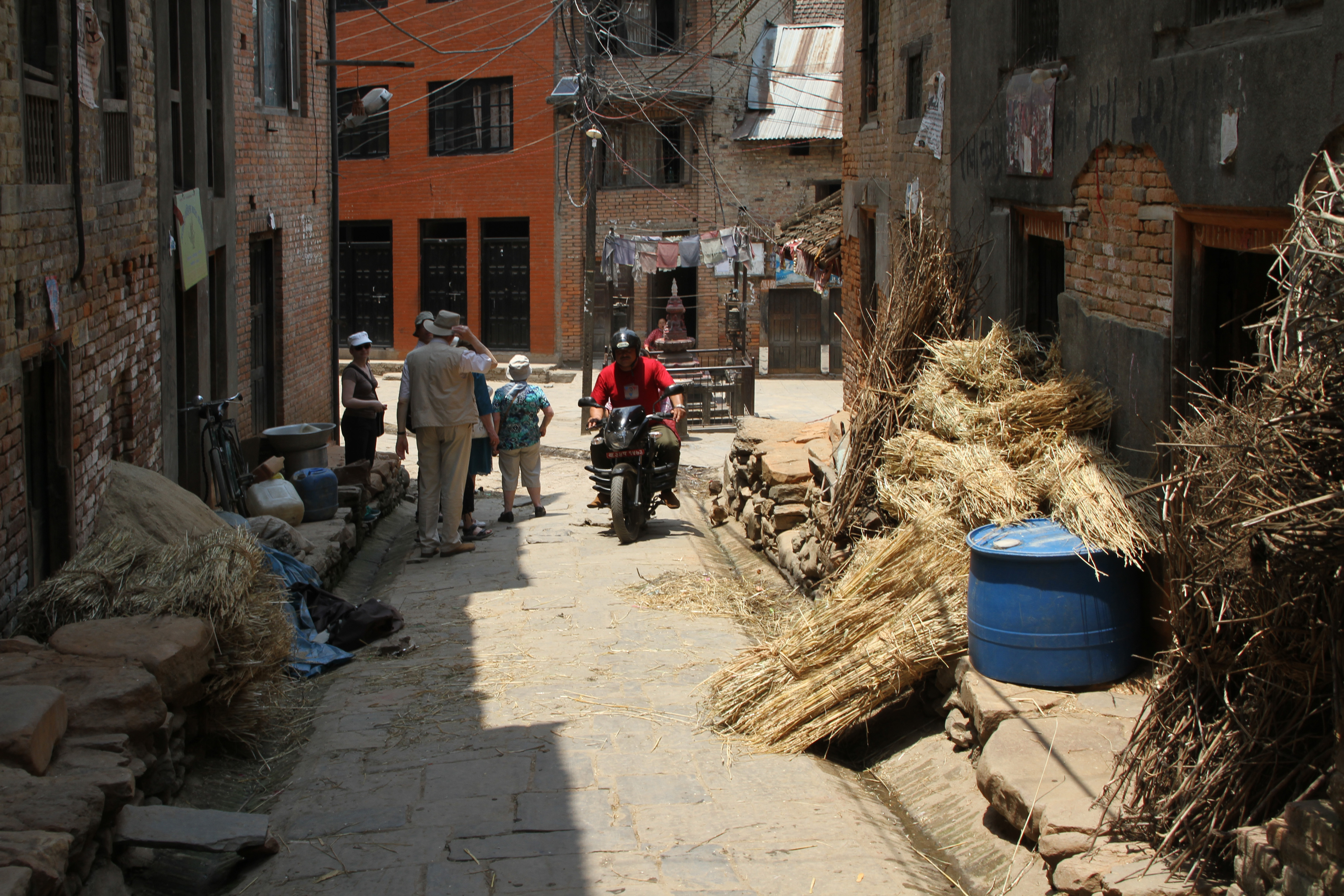
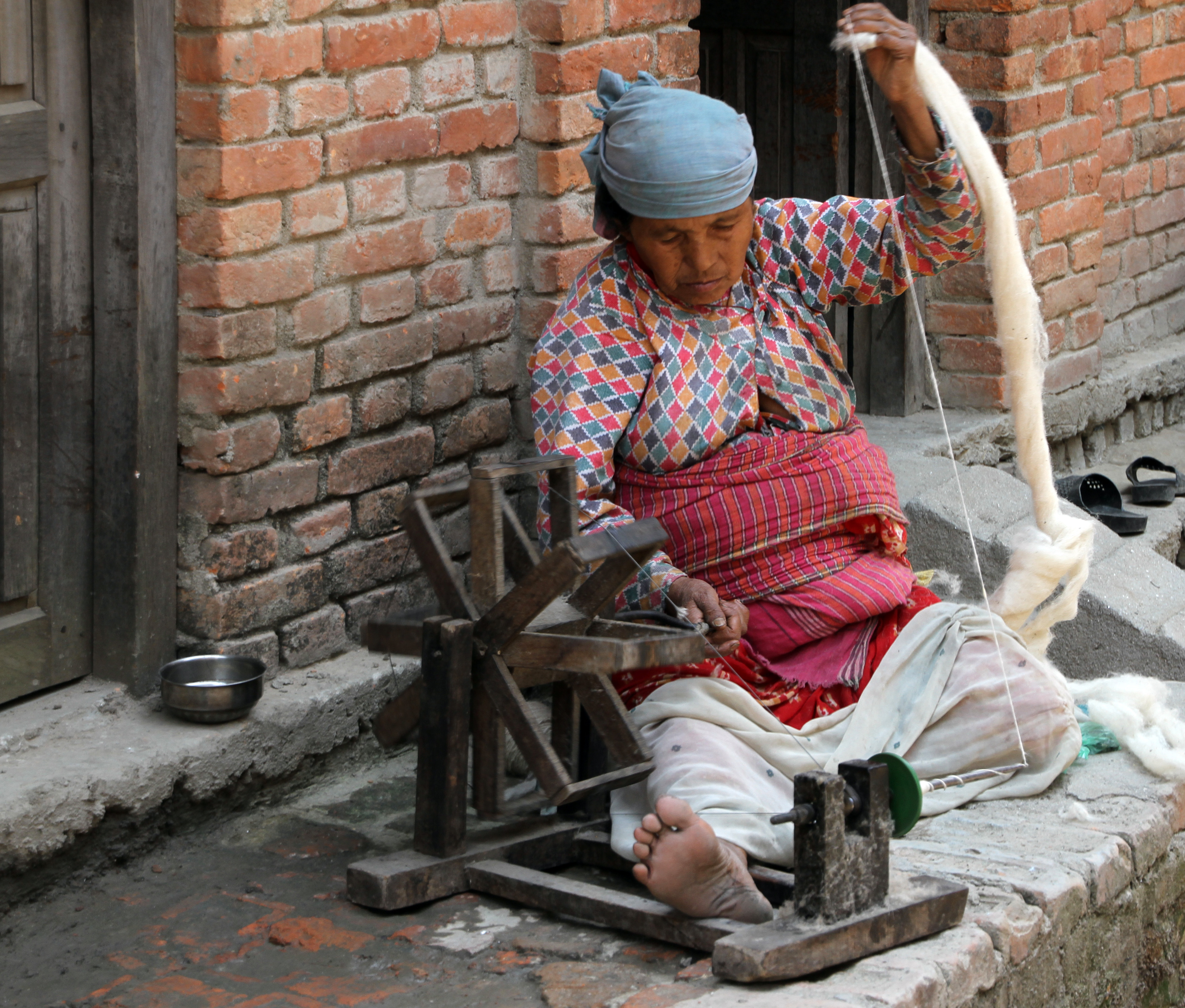

### Fotnoter
1. 1 2   Central Bureau of Statistics, Nepal; National Population and Housing Census 2011 (Village Development Committee/Municipality) (pdf-fil) Arkiverad 27 september 2013 hämtat från the Wayback Machine. Läst 21 december 2013.
2. ↑  ”Khokana, the vernacular village and its mustard-oil seed industrial heritage” (på engelska). Unescos världsarvscenter. http://whc.unesco.org/en/tentativelists/844/. Läst 31 augusti 2012.